# Новосемёновский сельский совет (Ивановский район)
Новосемёновский сельский совет (укр. Новосеменівська сільська рада) — входит в состав
Ивановского района
Херсонской области
Украины.
Административный центр сельского совета находится в 
с. Новосемёновка
.

## История
- 1897 — дата образования.

## Населённые пункты совета
- с. Новосемёновка
- с. Мартовка